# Churbi
Churbi oder Sherkam ist ein meist aus Yakmilch hergestellter Käse, der in der Ernährung tibetischer und nepalesischer Bevölkerungsgruppen Bedeutung hat. Churbi ist der in Nepal verwendete Begriff, während in Tibet die Bezeichnung Scherkam üblich ist.
Churbi oder Scherkam werden aus Buttermilch gewonnen. Sie wird aufgekocht, dabei steigt das denaturierte Eiweiß an die Oberfläche. Es wird abgeseiht und die Molke herausgepresst. Übrig bleibt ein harter Trockenkäse. Er ist fast unbegrenzt haltbar.
Churbi oder Sherkam sind Methoden, Yakmilch zu konservieren. Aufgrund der extremen Klimabedingungen und des im Winterhalbjahr nur sehr begrenzten Nahrungsangebots geben Hausyaks nur von Juni bis Oktober Milch. Yakmilch hat eine hohe Bedeutung für die Ernährung der yakhaltenden Bevölkerungsgruppen. Die Herstellung von Hartkäse war bis gegen Ende des 20. Jahrhunderts in Zentralasien unüblich. 